# Dario Smoje
Dario Smoje (Fiume, 19 settembre 1978) è un ex calciatore croato, di ruolo difensore centrale.

## Carriera

### Club
Figlio di un giocatore di pallacanestro e di una giocatrice di pallamano, cresce nel Rijeka ed esordisce nella massima divisione croata all'età di 16 anni con la maglia della squadra della sua città, lanciato come una delle giovani promesse della neonata nazionale. Due anni dopo si trasferisce in Italia, al Milan, che per prenderlo vince la concorrenza della Juventus; voluto dall'allora allenatore dei milanesi Fabio Capello, con la maglia milanista esordisce in Coppa Italia il 2 settembre 1997, nella partita pareggiata per 0-0 in casa contro la Reggiana, facendosi espellere a diciannove minuti dalla fine della gara. Poco impiegato in stagione, gioca solo 6 partite, tra cui la finale d'andata di Coppa Italia contro la Lazio, e delude le attese in un'annata infausta per i colori rossoneri.
Il club decide di cederlo in prestito al Monza, in Serie B, così che il ragazzo, appena ventenne, possa fare esperienza in un campionato difficile come quello italiano. Il suo rendimento nelle due stagioni con la casacca brianzola è buono e rilancia la sua immagine nel mercato estivo.
Nell'estate del 2000 avviene il passaggio alla Ternana, ma a causa di una notevole concorrenza il croato è costretto a farsi da parte, cosicché l'anno successivo avviene il ritorno in patria nella Dinamo Zagabria, la formazione più titolata di Croazia. Dopo due stagioni con 9 marcature avviene il passaggio nell'NK Zagabria, l'altro club della capitale, il più antico di Croazia.
Nel 2004 parte per una nuova esperienza in Belgio, al Gent, e firma un contratto quinquennale che lo lega alla società fino al 2009.
Il 22 maggio 2009 firma un contratto triennale con il Panionios, però dopo solo una stagione lascia la Grecia per fare ritorno in Croazia e firmare, nel settembre 2010, con lo Hrvatski Dragovoljac, da cui, dopo sole 3 presenze, si svincola nel dicembre seguente. Decide poco dopo di lasciare l'attività agonostica.

### Nazionale
Ha fatto tutta la trafila delle nazionali giovanili croate, giocando dall'Under-15 all'Under-21 tra il 1994 e il 2000; con quest'ultima ha disputato il campionato europeo Under-21 del 2000 in Slovacchia.
Con la nazionale maggiore ha giocato la sua unica partita nel 2003, in amichevole contro la Macedonia.

## Statistiche

### Cronologia presenze e reti in nazionale
| Cronologia completa delle presenze e delle reti in nazionale ― Croazia | Cronologia completa delle presenze e delle reti in nazionale ― Croazia | Cronologia completa delle presenze e delle reti in nazionale ― Croazia | Cronologia completa delle presenze e delle reti in nazionale ― Croazia | Cronologia completa delle presenze e delle reti in nazionale ― Croazia | Cronologia completa delle presenze e delle reti in nazionale ― Croazia | Cronologia completa delle presenze e delle reti in nazionale ― Croazia | Cronologia completa delle presenze e delle reti in nazionale ― Croazia |
| Data                                                                   | Città                                                                  | In casa                                                                | Risultato                                                              | Ospiti                                                                 | Competizione                                                           | Reti                                                                   | Note                                                                   |
| ---------------------------------------------------------------------- | ---------------------------------------------------------------------- | ---------------------------------------------------------------------- | ---------------------------------------------------------------------- | ---------------------------------------------------------------------- | ---------------------------------------------------------------------- | ---------------------------------------------------------------------- | ---------------------------------------------------------------------- |
| 9-2-2003                                                               | Sebenico                                                               | Croazia                                                                | 2 – 2                                                                  | Macedonia                                                              | Amichevole                                                             | -                                                                      | 78’                                                                    |
| Totale                                                                 |                                                                        | Presenze                                                               | 1                                                                      |                                                                        | Reti                                                                   | 0                                                                      |                                                                        |